# قدير أباد
قدير أباد (بالفارسية: قدیرآباد) هي قرية تقع في قسم رادكان الريفي (مقاطعة تشناران) في إيران. يقدر عدد سكانها بـ 27 نسمة بحسب إحصاء 2016.